# Fabiano Eller
Fabiano Eller dos Santos (Linhares, Espírito Santo, 16 de noviembre de 1977) es un futbolista brasileño. Juega de defensa y su actual equipo es el Audax Rio de Brasil.

## Trayectoria
Destaca por su clarividencia a la hora de sacar el balón desde la defensa y por una carrera marcada por errores y aciertos. Después de jugar en varios clubes de su país, en uno de Catar y en uno turco, fue fichado por el Atlético de Madrid en el mercado invernal de la temporada 2006/07. Al final de la temporada 2007/08 se le declaró transferible. Su mayor aportación al club rojiblanco fue un polémico gol al Villarreal. A finales de junio de 2008 regresó a su país para incorporarse al Santos y en 2009 al Internacional, equipo con el que obtuvo por segunda ocasión la Copa Libertadores de América.

## Clubes
| Club                    | País    | Año       |
| ----------------------- | ------- | --------- |
| CR Vasco da Gama        | Brasil  | 1996-2001 |
| Palmeiras               | Brasil  | 2002      |
| CR Flamengo             | Brasil  | 2003-2004 |
| Al-Wakrah               | Catar   | 2004      |
| Fluminense              | Brasil  | 2005      |
| Trabzonspor             | Turquía | 2005      |
| SC Internacional        | Brasil  | 2006-2007 |
| Atlético de Madrid      | España  | 2007-2008 |
| Santos FC               | Brasil  | 2008-2009 |
| SC Internacional        | Brasil  | 2009-2010 |
| Al-Ahli SC              | Catar   | 2010-2011 |
| EC São José             | Brasil  | 2012      |
| Grêmio Esportivo Brasil | Brasil  | 2012      |
| Audax Rio               | Brasil  | 2013-     |

## Palmarés

### Campeonatos nacionales
| Título               | Club             | País   | Año  |
| -------------------- | ---------------- | ------ | ---- |
| Brasileirao          | CR Vasco da Gama | Brasil | 1997 |
| Campeonato Carioca   | CR Vasco da Gama | Brasil | 1998 |
| Torneo Río-São Paulo | CR Vasco da Gama | Brasil | 1999 |
| Brasileirao          | CR Vasco da Gama | Brasil | 2000 |
| Campeonato Carioca   | CR Flamengo      | Brasil | 2004 |
| Campeonato Carioca   | Fluminense       | Brasil | 2005 |

### Copas internacionales
| Título                 | Club             | País    | Año  |
| ---------------------- | ---------------- | ------- | ---- |
| Copa Libertadores      | CR Vasco da Gama | Ecuador | 1998 |
| Copa Mercosur          | CR Vasco da Gama | Brasil  | 2000 |
| Copa Libertadores      | SC Internacional | Brasil  | 2006 |
| Copa Mundial de Clubes | SC Internacional | Japón   | 2006 |
| Copa Libertadores      | SC Internacional | Brasil  | 2010 |